# Joseph Wiseman
Joseph Wiseman (Montréal, 15 maggio 1918 – New York, 19 ottobre 2009) è stato un attore canadese, interprete del personaggio del villain Dr. No nel primo film dedicato a James Bond, Agente 007 - Licenza di uccidere (1962).

## Biografia
Nato in Canada, si trasferì negli anni trenta negli Stati Uniti d'America, per recitare opere shakespeariane nei teatri di posa di Broadway. Agli inizi degli anni cinquanta debuttò al cinema, ritirandosi dalle scene nel 1996, dopo avere interpretato oltre novanta produzioni cinematografiche e televisive.
Nel 1962 vestì i panni del Dr. Julius No, il cattivo principale nel primo film di James Bond, Licenza di uccidere.

## Filmografia

### Cinema
- With These Hands, regia di Jack Arnold (1950)
- Pietà per i giusti (Detective Story), regia di William Wyler (1951)
- Viva Zapata!, regia di Elia Kazan ([952)
- I miserabili (Les Misérables), regia di Lewis Milestone (1952)
- Il grande incontro (Champ for a Day), regia di William A. Seiter (1953)
- Il calice d'argento (The Silver Chalice), regia di Victor Saville (1954)
- Il figliuol prodigo (The Prodigal), regia di Richard Thorpe (1955)
- Io non sono una spia (Three Brave Men), regia di Philip Dunne (1956)
- La giungla della settima strada (The Garment Jungle), regia di Vincent Sherman e Robert Aldrich (1957)
- Gli inesorabili (The Unforgiven), regia di John Huston (1960)
- Furto su misura (The Happy Thieves), regia di George Marshall (1961)
- Agente 007 - Licenza di uccidere (Dr. No), regia di Terence Young (1962)
- Addio Braverman (Bye Bye Braverman), regia di Sidney Lumet (1968)
- Tutti cadranno in trappola (The Counterfeit Killer), regia di Joseph Lejtes (1968)
- Quella notte inventarono lo spogliarello (The Night They Raided Minsky's), regia di William Friedkin (1968)
- Un assassino per un testimone (Stiletto), regia di Bernard L. Kowalski (1969)
- Io sono la legge (Lawman), regia di Michael Winner (1971)
- Joe Valachi - I segreti di Cosa Nostra (The Valachi Papers), regia di Terence Young (1972)
- Soldi ad ogni costo (The Apprenticeship of Duddy Kravitz), regia di Ted Kotcheff (1974)
- La rotta del terrore (Journey Into Fear), regia di Daniel Mann (1975)
- Betsy (The Betsy), regia di Daniel Petrie (1978)
- Nel mirino del giaguaro (Jaguar Leaves!), regia di Ernest Pintoff (1979)
- Capitan Rogers nel 25º secolo (Buck Rogers in the 25th Century), regia di Daniel Haller (1979)
- Seize the Day, regia di Fielder Cook (1986)

### Televisione
- Lights Out – serie TV, episodi 4x09-4x48 (1951-1952)
- Avventure in paradiso (Adventures in Paradise) – serie TV, episodio 1x05 (1959)
- Westinghouse Desilu Playhouse – serie TV, episodio 2x07 (1959)
- General Electric Theater – serie TV, episodio 9x21 (1961)
- Ai confini della realtà (The Twilight Zone) – serie TV, episodio 3x17 (1962)
- The New Breed – serie TV, episodio 1x33 (1962)

## Doppiatori italiani
- Gualtiero De Angelis in Pietà per i giusti, Il calice d'argento, La giungla della settima strada
- Bruno Persa in Gli inesorabili, Quella notte inventarono lo spogliarello
- Arturo Dominici in Joe Valachi - I segreti di Cosa Nostra, Nel mirino del giaguaro
- Emilio Cigoli in Viva Zapata!
- Stefano Sibaldi in Il figliuol prodigo
- Cesare Barbetti in Io non sono una spia
- Nando Gazzolo in Furto su misura
- Giulio Panicali in Agente 007 - Licenza di uccidere
- Carlo D'Angelo in Io sono la legge
- Sergio Graziani in Viva Zapata! (ridoppiaggio)
- Andrea Ward in Il calice d'argento (ridoppiaggio)